# João-de-pau
O João-graveto ou João-de-pau (Phacellodomus rufifrons) é uma ave passeriforme, campestre, da família dos furnariídeos, encontrada no Brasil, Bolívia, Paraguai e Argentina. Tal ave mede cerca de 16 cm de comprimento, dorso marrom, partes inferiores esbranquiçadas e fronte vermelha. Também é conhecida pelos nomes de carrega-madeira, carrega-pau, casaca-de-couro, joão-garrancho, joão-graveto e teutônio.